# Hera Syndulla
La General Hera Syndulla es un personaje ficticio de la franquicia Star Wars, con la voz de Vanessa Marshall en la serie animada Star Wars Rebels, The Freemaker Adventures, Fuerzas del destino y The Bad Batch, y el videojuego Star Wars: Squadrons, e interpretada por Mary Elizabeth Winstead en la miniserie de acción real Ahsoka. La twi'lek es hija del luchador por la libertad Ryloth Cham Syndulla, y amante viuda del caballero Jedi Kanan Jarrus/Caleb Dume, con quien tiene un hijo, Jacen Syndulla. La General Syndulla es una piloto experta y figura central en la formación de la Alianza Rebelde en su lucha contra el Imperio Galáctico, después de liderar una pequeña insurgencia rebelde en el planeta Lothal que llamó la atención del senador Bail Organa.

## Creación y desarrollo
El personaje de Hera Syndulla se creó por primera vez en 2014 para el programa de televisión animado Star Wars Rebels. El personaje se reveló por primera vez el 20 de febrero de 2014 con el anuncio de que Vanessa Marshall le daría voz en un video publicado en el canal de YouTube de Star Wars. El personaje lleva el nombre de la diosa griega del matrimonio, la mujer y la familia Hera, que significa "protectora". Cuando Marshall estaba audicionando para el papel, Star Wars Rebels estaba usando un título secreto, pero Marshall vio al personaje "descrito como un piloto que quería ver caer la 'tiranía'" e insertó elementos de Star Wars como el Imperio en la descripción del personaje cuando ella estaba audicionando.
El atuendo de Syndulla en Rebels fue diseñado para imitar un atuendo clásico de piloto X-Wing que se mezcla con elementos del equipo de piloto de la era de la Segunda Guerra Mundial, como un conjunto de hombro de cuero y gafas de vuelo. Para la temporada 3 de Rebels, Hera se sometió a un rediseño menor con más texturas agregadas al modelo del personaje y agregando un parche para indicar su posición como Líder Fénix en el Escuadrón Fénix de la Rebelión.

## Temas de personajes

### Liderazgo
El estilo de liderazgo de Hera es más maduro y emocionalmente inteligente. El episodio de la segunda temporada de Rebels "Homecoming" trata sobre cómo el sentido del deber de Hera hacia toda la galaxia entra en conflicto con el compromiso absoluto de su padre con su planeta natal, Ryloth. Ella convence a su padre Cham Syndulla para que amplíe su perspectiva y luche por la libertad de otros planetas que no sean Ryloth.

### Maternidad
Hera sirve en un papel de figura materna para el resto de la tripulación del Fantasma (Ghost, en idioma original y Espíritu, en España), asesorándolos y ayudando a mantener unido al grupo cuando de otro modo se desmoronarían. En particular, forma un vínculo maternal con Ezra Bridger, quien quedó huérfano cuando era niño.
En el 0 ABY, Syndulla se convirtió en madre de Jacen Syndulla, hijo que tuvo con el difunto Caballero Jedi Kanan Jarrus.

## Apariciones

### Película

#### Rogue One: Una historia de Star Wars(2016)
Hera Syndulla se menciona en Rogue One: Una historia de Star Wars en la base Yavin IV de la Alianza Rebelde cuando un locutor en el intercomunicador de la base convoca al nombre "General Syndulla" a la sala de reuniones. Dave Filoni confirmó que, de hecho, se refería a Hera en lugar de a su padre. Además, el droide Chopper de Syndulla se ve brevemente en el fondo.

### Televisión

#### Star Wars Rebels(2014-18)
Syndulla es un personaje principal en Rebels durante sus cuatro temporadas. En la serie, conforma con Kanan Jarrus, Sabine Wren, Garazeb "Zeb" Orrelios, Chopper y Ezra Bridger a un grupo de rebeldes que lucha contra el Imperio y comienza a forjar una rebelión generalizada por toda la galaxia. Es la piloto de la nave Fantasma y se desempeña como la voz de la razón del equipo, quien trata de mantenerlos juntos ante las adversidades que presentan. 

#### Star Wars: The Bad Batch(2021)
Una Hera de 10 años aparece en los episodios undécimo y duodécimo de la primera temporada de The Bad Batch titulada "Devil's Deal" y "Rescue on Ryloth". Syndulla vuelve a ser interpretada en voz por Vanessa Marshall. Sin embargo, a diferencia del acento estadounidense del personaje en Rebels, la joven Hera tiene un acento francés por vivir en su natal Ryloth. Previamente en Rebels, Syndulla adoptaba un acento francés cuando se emocionaba, como cuando discutía con su padre Cham. El droide astromecánico disfuncional C1-10P ("Chopper") de Syndulla, que fue rescatado por ella de una nave Y-Wing estrellada durante las Guerras Clon en Ryloth, aparece junto a una joven Syndulla.

#### Ahsoka(2023)
Hera Syndulla será interpretada en acción real por primera vez por Mary Elizabeth Winstead en la serie Ahsoka de 2023. El casting de Winstead se informó por primera vez en diciembre de 2022 y se confirmó formalmente en Star Wars Celebration en abril de 2023. Winstead dijo que, en Ahsoka, Hera "es una general y se ha convertido en una especie de leyenda solo por todo el trabajo que ha hecho luchando en nombre de la Rebelión".
La serie, ambientada en el 9 DBY, presenta a Syndulla ya convertida en una importante líder militar dentro de la Nueva República que se pone alerta cuando se reporta el escape de la magistrada Imperial Morgan Elsbeth de la nave Home One. Se entera por Ahsoka que encontró un mapa que puede llevarla a la ubicación del Gran Almirante Thrawn, lo que por consiguiente puede también llevar a la ubicación del desaparecido Ezra. Buscando el mapa, Ahsoka y Syndulla viajan a los astilleros de Corellia, donde descubren un hiperimpulsor masivo construido por trabajadores aún leales al Imperio Galáctico. A pesar de que no logran evitar detener su transporte, logra que Chopper instale un dispositivo de rastreo para averiguar su ubicación.
Se comunica con la canciller Mon Mothma solicitando una flota para detener el rescate de Thrawn;  a pesar del apoyo de Mothma, senadores de la Nueva República se niegan a creer que Thrawn y Bridger estén vivos y niegan la solicitud de Syndulla. A pesar de ello, parte al planeta Seatos con Jacen y Chopper, comandando un escuadrón de X-wings, aunque no logran evitar que la nave de Elsbeth y los jedis oscuros Baylan Skoll y Shin Hati inicie su viaje para rescatar a Thrawn en otra galaxia.
Ella investiga lo que ocurrió junto con su hijo Jacen, quién siente que Ahsoka está en el Mundo Entre Mundos, revelando así su propia conexión con la Fuerza. Luego de que su escuadrón salvara a Ahsoka, y, a través de sus poderes, descubre que Sabine está con Skoll. Hera es informada por Mothma que las fuerzas de la Nueva República están en camino para detenerla a ella y a Ahsoka. Luego después que Ahsoka recluta un grupo de Purrgils para llevarla a ella y a Huyang con Ezra y Sabine, Hera, Jacen y Chopper se quedan atrás.
Syndulla se encuentra en Coruscant, ante a una audiencia disciplinaria, en la que el senador Xiono, miembro del tribunal, objeta sus informes sobre la conspiración secreta del Remanente Imperial. C-3PO llega, absolviendo a Syndulla al proporcionar una autorización falsa de Leia Organa, quien cree que la amenaza es real.
Syndulla y sus tropas se encuentran con un soldado Trooper al llegar en una nave y ella descubre que es Ezra.

### Juegos de vídeo

#### Star Wars: Squadrons(2020)
Syndulla aparece en el videojuego de combate aéreo de EA de 2020 Star Wars: Squadrons, ambientado en los años posteriores a El Regreso del Jedi. En Squadrons, Syndulla es una general rebelde a cargo del Proyecto Starhawk, encargada de crear una flota de naves Starhawk con rayos tractores súper poderosos.

### Literatura

#### Star Wars: A New Dawn(2014)
La novela precuela de 2014 A New Dawn sigue a Kanan Jarrus después de la Orden 66 mientras conoce y se alía con Hera antes de los eventos de Rebels.

## Recepción
En 2022, Entertainment Weekly colocó a Hera Syndulla en el puesto 27 de su lista de los 100 mejores personajes de Star Wars.